# Albert LeGatt
Mgr Albert LeGatt (6 mai 1953- ) est un prélat canadien de l'Église catholique. Il est présentement l'archevêque de l'archidiocèse de Saint-Boniface au Manitoba.

## Biographie
Albert LeGatt est né le 6 mai 1953 à Melfort en Saskatchewan. Il étudia à l'université de Saint-Boniface de Winnipeg de laquelle il reçut un baccalauréat ès arts en philosophie et en français en 1974. Par la suite, il servit en tant que volontaire avec CUSO (en) (Canadian University Services Overseas) au Ghana en tant qu'enseignant de français dans une école secondaire.
En 1977, il entra au Grand Séminaire de Québec. Il fut ordonné prêtre le 9 juin 1983 pour le diocèse de Prince Albert. De 1983 à 2000, il servit en tant que prêtre dans différentes paroisses de ce diocèse. De 2000 à 2001, il étudia à l'université Notre-Dame-du-Lac en Indiana.
Le 26 juillet 2001, le pape Jean-Paul II le nomma évêque du diocèse de Saskatoon en Saskatchewan. Il fut consacré évêque le 5 octobre 2001 par Mgr Blaise-Ernest Morand (de), évêque de Prince Albert. Le 3 juillet 2009, il devint l'archevêque de l'archidiocèse de Saint-Boniface au Manitoba.

## Devise
La devise épiscopale d'Albert LeGatt est Ut Unum Sint ; ce qui signifie en latin « Que tous soient un ». Elle est tirée de l'Évangile selon Jean, chapitre 12, verset 22.

## Source
- (de)/(en) Cet article est partiellement ou en totalité issu des articles intitulés en allemand « Albert LeGatt » (voir la liste des auteurs) et en anglais « Albert LeGatt » (voir la liste des auteurs).